# 九二式105毫米加农炮
九二式105毫米加农炮是大日本帝国陆军1930年代初期开发和装备的火炮。归类为军直属“野戦重砲兵連隊”的“野战重炮”。

## 设计
十四年式十糎加農砲为能够挽马牵引，设计性能略有降低。而本炮专门设计了九二式五屯牽引車，只能摩托化牵引。
1923年（大正12年）制定了暂定发展目标。1924年6月23日「参第372号」正式给出了研发方针。1925年（大正14年）2月19日「陸普第553号」给出了试制审查办法。1927年（昭和2年）试制加农炮完成，但加农炮车重量超出要求275公斤，要求将射程从原来的15,000米扩大到17,500米以上。决定采用炮身自紧等新技术继续研究。1930年（昭和5）重新开始研制。1932年（昭和7）完成了新的试制炮，1934年（昭和9）改为加长炮管。1935年（昭和10）正式定型。
由于陆军的系列火炮强调机动性，所以这门火炮也属于级别较小、重量较轻的范畴。因为重量的减轻导致各部分的强度不足，在诺门罕战役以最大射程开火时，炮腿经常折断。这一点在定性试验时被忽视了，因为该炮射程太远，靶场不够大，很少进行“一号装药（即最大装药）”实弹射击。但在后来的生产型中得到了改进。另外，为了轻量化，虽然射程远，但炮管后部较长，所以虽然最大射击仰角为45度，但仰角大于35度时，必须在炮膛后下方的地面挖坑以便摇架和炮膛的后端提供后坐空间。 

## 穿甲能力
装甲能力的数值根据目标装甲板和实施年份等测试条件而有所不同。根据陆上自卫队指挥学校军史教务室所持有的资料集《近卫第3师团现有反坦克武器装备效能汇总表》，100m射程的穿钢板厚度为175mm。

## 作战使用
二战日军师团直属的野砲兵連隊和山砲兵連隊，主要装备野炮、100毫米轻榴弹炮、山炮等轻型火炮。而军直属的“野戦重砲兵連隊”主要装备九六式150毫米榴弹炮和九二式100毫米加农炮。此外，被称为“重加野”的八九式十五糎加農砲编为独立重砲兵大隊，也是军级炮兵。
该炮首次参战是1939年（昭和14年）的诺门罕事变，装备16门炮的第7野戦重砲兵連隊。  